# Caspar Erasmus Duftschmid
Caspar Erasmus Duftschmid (Gmunden, 19 november 1767 – Linz, 17 december 1821) was een Oostenrijks arts en natuuronderzoeker.
Duftschmid deed belangrijk werk op het gebied van de entomologie, vooral op het gebied van de kevers (Coleoptera). Hij verwierf de volledige insectencollectie van Ignaz Schiffermüller voor het Naturhistorisches Museum Wien. Zijn herbarium verhuisde naar het Oberösterreichischen Landesmuseum in Linz.
Zijn entomologische collectie kwam na enige omzwervingen ook daar terecht maar ging op in de rest van de collectie zodat ze niet als verzameling van Duftschmid op zich te bezichtigen is.
In zijn driedelig werk Fauna Austriae introduceerde hij vele nieuwe geslachten en soorten.
Duftschmid was de vader van de botanicus en arts Johann Baptiste Duftschmid (1804–1866).

## Werken
- Fauna Austriae. Oder Beschreibung der österreischischen Insekten für angehende Freunde der Entomologie. deel 1: 1804 BHL; deel 2: 1812 BHL; Deel: 3 1825 BHL; Linz en Leipzig.

- Gemeinsame Normdatei: 11766068X
- International Standard Name Identifier: 0000 0000 2218 6791
- Nederlandse Thesaurus van Auteursnamen: 15571211X
- Système universitaire de documentation: 148474691
- Virtual International Authority File: 5714382
- WorldCat: E39PBJtH3vY8T3HcvHQYPQycfq